# Dolichosybra annulicornis
Dolichosybra annulicornis là một loài bọ cánh cứng trong họ Cerambycidae.